# 各務原市立稲羽中学校
各務原市立稲羽中学校（かかみがはらしりつ いなばちゅうがっこう）は、岐阜県各務原市上戸町にある市立中学校。教育目標は「志を立て　夢の実現めざして　粘り強く挑戦する生徒の育成」。
稲羽東小学校と稲羽西小学校からの児童が入学する。

## 沿革
- 1957年（昭和32年）4月 - 共和中学校と前宮中学校が統合。新たに稲羽町立稲羽中学校として開校。校舎は無く、中学校校舎と前宮中学校校舎を分教室とする。
- 1959年（昭和34年） - 現在地に校舎が完成。
- 1963年（昭和38年）4月1日 - 那加町、稲羽町、鵜沼町、蘇原町が合併・市制施行して各務原市が成立。伴って各務原市市立稲羽中学校となる。
- 2007年（平成19年）11月 - 創立60周年・統合50周年の記念式典が行われた。

## 部活動
運動系部活動
- 軟式野球部
- サッカー部
- ホッケー部（男・女）
- バレーボール部（女子）
- バスケットボール部（男・女）
- ソフトテニス部（男女）
- 陸上部
- 柔道部

### 文化系部活動
- 吹奏楽部
- 美術部